# Werkstattkonzept

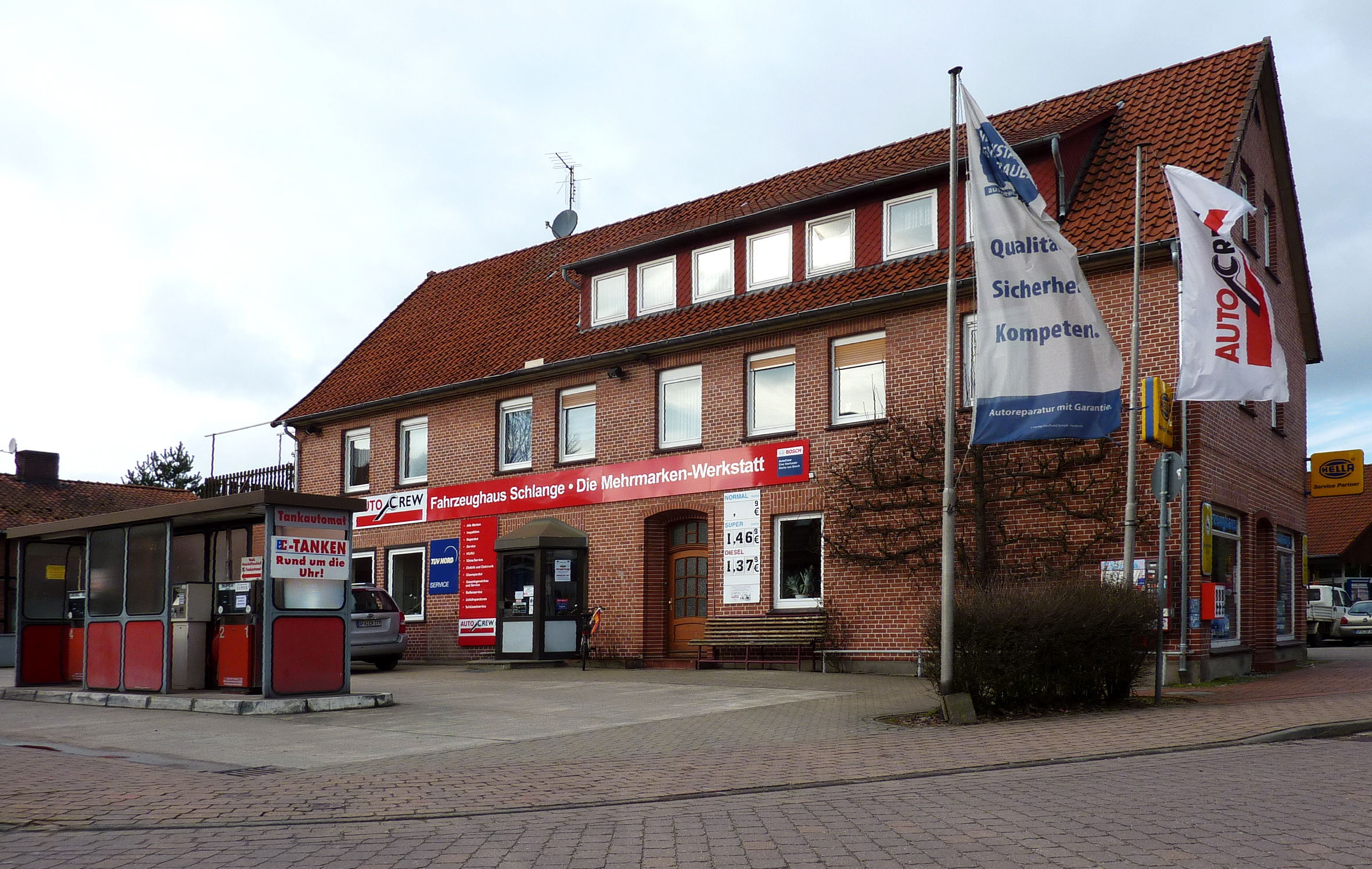
Werkstatt des Anbieters AutoCrew

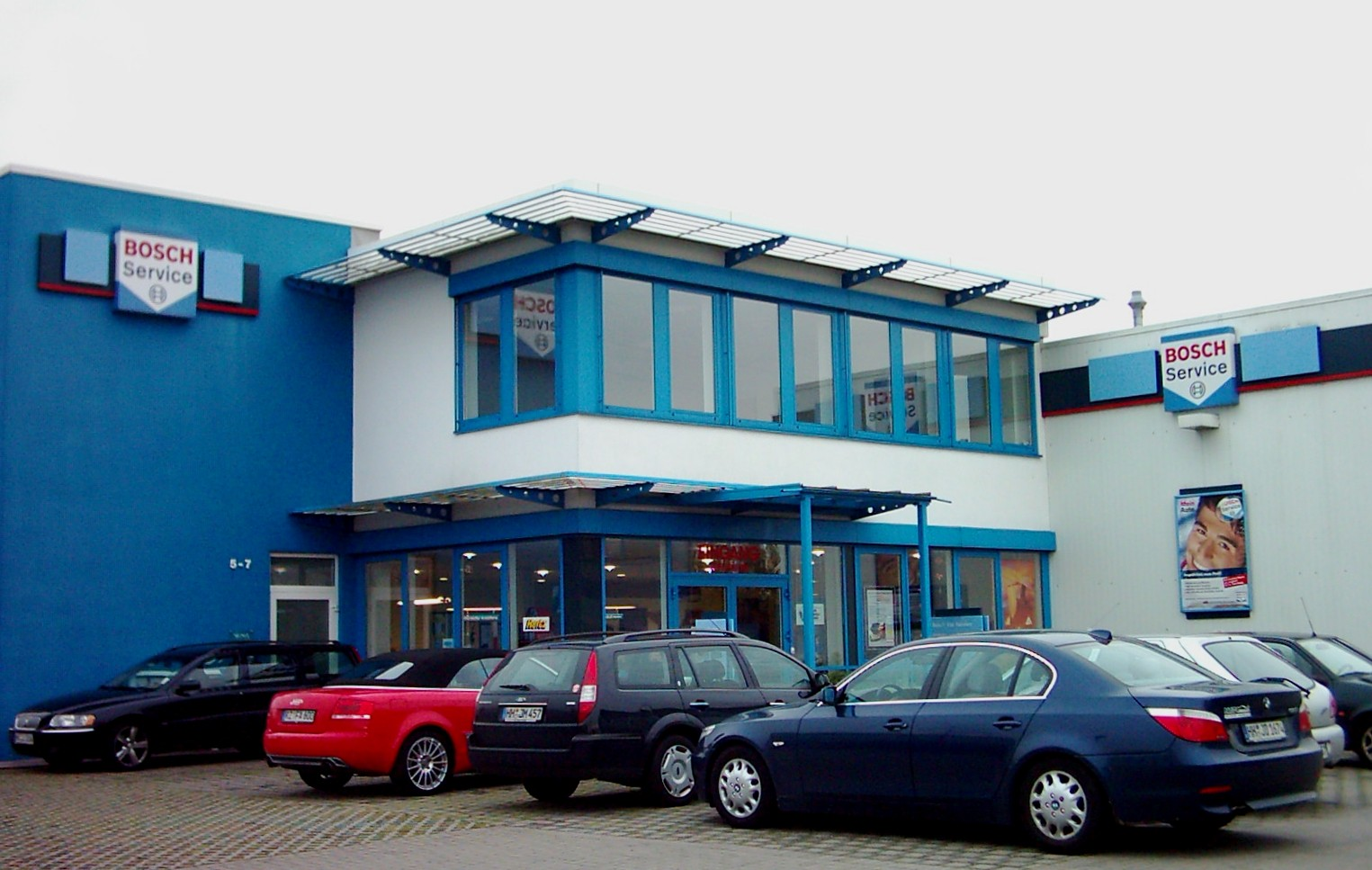
Werkstatt des Anbieters Bosch Car Service

Freie Kfz-Werkstätten können sich einem Werkstattkonzept oder Werkstattsystem anschließen, das von einem zentralen Dienstleister oder Anbieter gesteuert und verwaltet wird. Im Rahmen einer vertraglichen Bindung müssen die Werkstätten gewisse Voraussetzungen erfüllen und eine Systemgebühr bezahlen. Zu den Anbietern von Werkstattkonzepten gehören in erster Linie Teile- und Zubehörhändler, die zum Teil von den Automobilherstellern initiiert sind. Die Anbieter stellen den Werkstätten Fachwissen und ein einheitliches Erscheinungsbild (im Sinne einer Corporate Identity) zur Verfügung und ermöglichen Schulungen in unterschiedlichen Bereichen.

## Unterscheidung
Es gibt verschiedene Formen von Werkstattkonzepten. Grundsätzlich lassen sich folgenden zwei Formen unterscheiden:
- Detailsystem – begrenzte Unterstützung der Werkstatt durch den Anbieter und Konzentration nur auf bestimmte Fahrzeugkomponenten

Mechanik-Werkstattkonzepte
Unfallmanagement
Karosserie- und Lack-Spezialisten
Reifen-Spezialisten
Elektrik und Elektronik-Spezialisten
Klima-Spezialisten
Autoglas-Spezialisten
Smart Repair
Fachmärkte
Fast-Fit-Ketten
- Full-Service-System – allumfassende Unterstützung der Werkstatt durch den Anbieter

## Eigenschaften
Die rasante Weiterentwicklung der Fahrzeuge macht es für Werkstätten schwerer, im Markt zu agieren. Das notwendige Know-how, um Fahrzeuge warten und reparieren zu können, ist zunehmend umfangreich. Deshalb ist es für freie Werkstätten kaum noch möglich, ohne externe Unterstützung in allen betrieblichen Bereichen wettbewerbsfähig zu sein. Unter anderem werden sie von Werkstattsystemen bei der Beschaffung technischer Informationen, durch zahlreiche Schulungen, Marketingmaßnahmen sowie die schnelle und umfassende Versorgung mit Ersatzteilen und Werkstattausrüstung unterstützt. Dabei finden sich im Markt sowohl Systeme, die mit einem eigenen Markenauftritt arbeiten als auch die Systeme, die nicht signalisiert werden. Durch die Kennzeichnung als Meisterbetrieb und zudem dem System-Logo soll deutlich gemacht werden, dass auch freie Werkstätten über entsprechende Qualitätsstandards verfügen.
Auch markengebundene Betriebe setzen neben ihrer Herstellermarke zusätzlich auf ein Werkstattsystem. Nicht nur die hohen Investitionen, die markengebundene Betriebe u. a. für bauliche und personelle Auflagen der Fahrzeughersteller tätigen müssen, sind dafür ausschlaggebend. Gerade die vor einigen Jahren zunehmenden Netzkündigungen sorgten bei den Markenbetrieben für Verunsicherung. Zudem stehen auch sie vor dem Problem, bei der Reparatur oder dem Ankauf von Fahrzeugen Fremdmarken auf keine entsprechende Informationen ihres Herstellers zurückgreifen zu können.
Allerdings haben laut einer Studie von wolk after sales experts nur 10–25 % der Konzept Unternehmer eine gute Kauf-Loyalität gegenüber dem Konzept-Betreiber und folgen der allgemeinen Konzept Politik.
In Europa existieren 381 Werkstattsysteme (Stand 2011). Diese unterhalten ca. 100.000 Outlets für Kfz-Werkstätten, Karosserie & Lack, Reifen, Autoglas sowie Fachmärkte und Fast Fitter.
Anders ausgedrückt: 22 % aller Werkstätten in Europa sind einem Werkstattkonzept angeschlossen.
In Europa sind ca. 27 % aller Kfz Werkstätten an ein Werkstattkonzept gebunden. Die Konzeptanbindungsrate der spezialisierten Werkstätten ist unterschiedlich. Reifen- (50 %) und Autoglaswerkstätten (66 %) weisen eine höhere Rate auf, wohingegen Karosserie & Lack Werkstätten die geringste Rate mit 10 % innehaben.
Nur 25 der insgesamt 381 Werkstattsysteme sind in mindestens vier europäischen Ländern mit insgesamt 29.400 Werkstätten vertreten. Das größte europäische Werkstattkonzept ist Bosch Car Service mit über 6000 Werkstätten in allen europäischen Ländern.